# Кародано
Каро̀дано (на италиански: Carrodano, на местен диалект Carrêu, Кареу) е община в северозападна Италия, провинция Специя, регион Лигурия. Разположена е на 215 m надморска височина. Населението на общината е 519 души (към 2011 г.).
Административен център е село Кародано Инфериоре (Carrodano Inferiore).